# Зубакин, Семён Иванович
Семён Иванович Зуба́кин (род. 4 мая 1952, Верх-Уймон, Алтайский край) — российский государственный и политический деятель. Глава Республики Алтай с 13 января 1998 по 19 января 2002.

## Биография
Родился 4 мая 1952 года в селе Верх-Уймон Усть-Коксинского района Горно-Алтайской автономной области Алтайского края в семье старообрядцев. Отец, Зубакин Иван Назарович, рабочий, пенсионер. Мать, Зубакина Надежда Васильевна, рабочая, пенсионерка. Родители родились в с. Верх-Уймон. По национальности — русский.

### Образование
Окончил Тогучинский лесхоз-техникум в 1972 году, Всесоюзный заочный финансово-экономический институт в 1985 году.

### Трудовая деятельность
С 1972 по 1974 год — техник-лесовод, помощник лесничего Усть-Коксинского лесничества.
С 1976 по 1986 год — ревизор, старший экономист, заместитель начальника управления Госстраха по Горно-Алтайской автономной области.
С 1986 по 1991 год — ревизор-инспектор, начальник отдела, заместитель председателя Комитета по финансам правительства Республики Алтай.
С 1992 по 1993 годы — председатель постоянной комиссии Верховного Совета Республики Алтай по вопросам экономической реформы и собственности.
С 1994 по 1995 годы — главный контролёр-ревизор КРУ Минфина России по Республике Алтай.
С 1996 по 1997 годы — депутат Государственной Думы Федерального Собрания Российской Федерации, член Комитета по бюджету, банкам, налогам и финансам.
С 1998 по 2001 годы — Глава Республики Алтай, Председатель Правительства Республики Алтай.
С марта 2002 года по август 2004 года — заместитель руководителя Департамента государственного финансового контроля Минфина России.
С августа 2004 года по ноябрь 2009 года — начальник Управления финансового контроля и надзора в отраслях экономики, государственных органах и внебюджетных фондах Росфиннадзора.
С декабря 2009 года по ноябрь 2010 года — заместитель Председателя Правительства Иркутской области.
С ноября 2010 года по настоящее время — руководитель Территориального управления Росфиннадзора в Иркутской области.
Читал лекции в Финансовой академии при Правительстве Российской Федерации (доцент кафедры государственного финансового контроля), Российской академии государственной службы при Президенте Российской Федерации (автор курса «Бюджетный контроль»). Автор учебного пособия «Бюджетный контроль» (серия «Образовательные инновации», издательство «Дело» при Академии народного хозяйства).

### Политическая деятельность
В 1992 году был избран депутатом Верховного Совета Республики Алтай, членом Президиума Верховного Совета Республики Алтай. В декабре 1993 года, после разгона Верховного Совета России и ликвидации системы советов участвовал в выборах Совета Федерации Федерального Собрания Российской Федерации, был избран депутатом Государственного собрания — Эл Курултая Республики Алтай.
В декабре 1995 года избран депутатом Государственной Думы второго созыва, был руководителем экспертного совета по страховому законодательству Комитета по бюджету, налогам, банкам и финансам.
Первый всенародно избранный Глава Республики Алтай, возглавляющий исполнительную власть Республики Алтай.
14 декабря 1997 года победил на выборах Главы Республики Алтай. По должности входил в Совет Федерации, являлся членом Комитета по бюджету, налоговой политике, финансовому, валютному и таможенному регулированию, банковской деятельности. Также избирался председателем Алтайского республиканского отделения партии «Демократический выбор России».
В декабре 2000 года был избран председателем Координационного совета регионального отделения движения «Союз правых сил».
В 2001 году вновь баллотировался кандидатом на пост Главы Республики Алтай, в первом туре набрал 14 % голосов избирателей, уступив основному сопернику — председателю Аграрной партии России Михаилу Лапшину (23 % голосов), во втором туре выборов 6 января 2002 года потерпел поражение (Лапшин получил более 68 % голосов).

## Классный чин
- Государственный советник Российской Федерации 1 класса (28 августа 2003)[3].

## Награды
- Заслуженный экономист Российской Федерации (12 октября 2006) — за заслуги в области экономики и финансовой деятельности и многолетнюю добросовестную работу[4].
- Медаль «В память 850-летия Москвы»
- Медаль «200 лет Министерству финансов Российской Федерации»
- Медаль «Совет Федерации. 15 лет»
- Знак отличия «За заслуги и укрепление сотрудничества со Счётной палатой Российской Федерации»
- Почётная грамота Федерального казначейства

## Семья и увлечения
Первая жена Нина Михайловна скоропостижно скончалась в 1993 году. Женат вторым браком, имеет дочь и двоих сыновей.
Увлечения: рыбная ловля, туризм.